# Isla Bollons
La isla Bollons es una pequeña isla del grupo de islas subantárticas de las islas Antípodas de Nueva Zelanda. Es la segunda isla más grande del grupo, detrás de la isla Antípodas.

## Geografía
Se encuentra al noreste de la isla principal del grupo, la isla Antípodas, separada de ella por un estrecho de 1,2 kilómetros de ancho. La isla Archway, más pequeña, se encuentra inmediatamente al noroeste de la isla Bollons.
De una superficie de unos dos kilómetros cuadrados, la isla Bollons tiene la forma de una media luna. Es una isla de origen volcánico, dominada por una cresta curva que recorre toda la longitud de la isla, con un punto más alto de 202 metros de altitud sobre el nivel del mar. 
Los acantilados rodean la isla por todos lados, excepto por el oeste.

## Toponimia
La isla recibe su nombre de John Bollons, capitán de los buques del Departamento Marino de Nueva Zelanda, NZGSS Hinemoa y SS Tutanekai.

## Área importante para las aves
La isla es parte del Área Importante para las Aves (IBA) de las islas Antípodas, identificada como tal por BirdLife International debido a la importancia del grupo como sitio de reproducción para varias especies de aves marinas. 
Destaca la presencia de dos aves endémicas de estas islas, el perico de Reischek o perico frentirrojo de las Antípodas (Cyanoramphus hochstetteri) y el perico de las Antípodas (Cyanoramphus unicolor).